# 維持管理有料制度
維持管理有料制度（いじかんりゆうりょうせいど）とは、日本の有料道路システムのひとつ。

## 概説
本来、有料道路は、徴収期間経過後は無料開放されるが、その例外として｢道路管理者が当該道路の維持又は修繕に関する工事を行うことが著しく困難又は不適当であると認められるとき｣に、料金の徴収期間経過後も有料管理を継続できるとする制度である（道路整備特別措置法15条）。
かつては本州四国連絡道路と、日本道路公団又は地方道路公社が管理する一般有料道路に適用できるよう法定されていた。道路公団民営化の際、適用範囲が地方道路公社の道路のみとなるよう改められ、日本道路公団が現に管理していた関門トンネルについては、日本道路公団等民営化関係法施行法第26条で管理有料高速道路と位置付けられ、道路資産を国が承継したうえで、経過措置的に当分の間の運営が承継会社（西日本高速道路）にみとめられた。

## 適用路線
現在の適用路線は以下のとおり。
- 関門トンネル（西日本高速道路　1973年11月14日移行）
- 富士山有料道路（山梨県道路公社　2005年6月7日移行）
- 真鶴道路（新道区間）（神奈川県道路公社　2008年9月3日移行）